# Allan V. Cox
Allan V. Cox (ur. 17 grudnia 1926 w Santa Ana, Kalifornia, zm. 27 stycznia 1987 w Stanford) – amerykański naukowiec, profesor Earth Sciences w Stanford University, specjalista w dziedzinie historii Ziemi (m.in. geofizyka, oceanografia), znany przede wszystkim z badań potwierdzających teorię tektoniki płyt na podstawie badań paleomagnetyzmu – resztkowego magnetyzmu skał płyt oceanicznych, zależnego od położenia biegunów magnetycznych Ziemi w czasie powstawania i rozwoju oceanów.

## Życiorys
Urodził się w Santa Ana (Stany Zjednoczone) jako syn malarza pokojowego. W dzieciństwie był dobrym uczniem i bibliofilem. W liceum w Santa Ana zainteresował się chemią w szczególnych okolicznościach – wtedy, gdy nauczyciel przedmiotu był zmuszony zrealizować program semestralny w ciągu sześciu tygodni. Cox stwierdził po latach, że tak intensywna praca, wymagająca pełnego zaangażowania, była bardzo stymulującym doświadczeniem. Wstępując do University of California wskazał chemię, jako prawdopodobny główny kierunek studiów, jednak zamiaru nie zrealizował – porzucił uczelnię już po kilku miesiącach. Przez trzy lata służył w Marynarce Handlowej, gdzie miał dużo czasu na ulubione lektury.
Po powrocie do Berkeley początkowo zamierzał kontynuować studia chemiczne, jednak uczestnicząc w letnich terenowych pracach geologicznych na Alasce (z Clyde Wahrhaftig) wybrał geologię. W czasie tych letnich ekspedycji interesował się głównie lodowcami (glacjologia), a przede wszystkim ich ruchem, ale pracę dyplomową wykonywał w dziedzinie geofizyki pod opieką Jana Verhoogena, zajmującego się magnetyzmem skał. Tych zagadnień dotyczyła również praca doktorska (1959 r.), wykonywana też pod wpływem idei Verhoogena, dotyczącej możliwości doświadczalnej weryfikacji teorii Wegenera (wówczas często kwestionowanej). Po doktoracie badania kontynuował jako pracownik US Geological Survey.
Wspólnie z Richardem Doellem i Brentem Dalrymple badał strefy płyty oceanicznej, występujące w różnych odległościach od ryftu w grzbiecie oceanicznym (strefy spreadingu), w których kierunek resztkowego namagnesowania skał jest naprzemiennie zgodny lub przeciwny do kierunku linii dzisiejszego pola magnetycznego Ziemi. Korzystając z technik datowania skał i metod magnetometrycznych ustalono daty przebiegunowania Ziemi. Potwierdzono hipotezę Wegenera wykazując, że w pobliżu ryftu znajdują się najmłodsze strefy płyty oceanicznej, namagnesowane zgodnie ze współczesnym kierunkiem ziemskiego pola magnetycznego. Wiek skał wzrasta w miarę oddalania się od ryftu – nowa płyta oddala się od strefy ryftu z prędkością możliwą do doświadczalnego określenia. Przenosi w skałach zapis okresowych zmian położenia biegunów.
Allan Cox wrócił do pracy w Uniwersytecie Stanfordzkim w roku 1967, gdzie został zatrudniony na stanowisku profesora Earth Sciences – kontynuował badania paleomagnetyczne i prowadził działalność dydaktyczną. W 1979 roku został mianowany dziekanem School of Earth Sciences.

## Publikacje
Jest autorem ponad stu publikacji naukowych, spośród których wymienia się m.in. książki:
- Cox, Allan, Plate Tectonics and Geomagnetic Reversals, wyd. W.H. Freeman & Co., 702 p. (1973)[5]
- Cox, Allan, Hart, Brian R., Plate Tectonics: How It Works, wyd. Blackwell Science Inc., 400 p. (1986)[6]

## Stowarzyszenia naukowe
Był członkiem National Academy of Sciences od roku 1969 i American Academy of Arts and Sciences od roku 1974. W latach 1978–1980 był przewodniczącym American Geophysical Union.

## Odznaczenia i wyróżnienia
- John Adam Fleming Medal od American Geophysical Union (1969),
- Antarctic Service Medal (1970)[7]
- Vetlesen Prize od Columbia University, wspólnie z S. Keithem Runcornem i Richardem R. Doellem (1971)[8][7],
- Day Medal od Geological Society of America (1975)[9]
- Arthur Day Prize od National Academy of Sciences (1984)[9]

## Wspomnienia i upamiętnienie
Allan Cox jest wspominany jako autor prac charakteryzujących się drobiazgową starannością, w tym uważnym opracowaniem statystycznym. Jest wspominany również jako dydaktyk, który miał umiejętność przyciągania uwagi studentów do zagadnień paleomagnetyzmu, utalentowany przede wszystkim w przygotowywaniu studenckich projektów badawczych. Znajduje to m.in. wyraz w ustanowieniu nagrody jego imienia – Allan V. Cox Student Research Award, corocznie przyznawanej studentom przez The Geological Society of America za wyróżniające się prace badawcze w dziedzinie geofizyki oraz Allan V. Cox Medal, nadawanego przez Stanford University.